# Sister (Sonic Youth)
Sister è un album del gruppo alternative rock statunitense Sonic Youth, pubblicato nel 1987 dalla SST Records, successivamente ristampato nel 1993 dalla Geffen. Anche questo album come il precedente (EVOL, 1986) porta i Sonic Youth ad un suono più ascoltabile, orientato verso strutture delle tracce quasi pop, non tralasciando comunque il versante noise e sperimentale. Anche questo album può essere parzialmente considerato come concept album, dato che buona parte di esso è ispirato dalla vita e dal lavoro dello scrittore sci-fi Philip K. Dick.

## Tracce
1. Schizophrenia – 4:37
2. (I Got A) Catholic Block – 2:25
3. Beauty Lies in the Eye – 2:15
4. Stereo Sanctity – 3:47
5. Pipeline/Kill Time – 4:32
6. Tuff Gnarl – 3:13
7. Pacific Coast Highway – 4:16
8. Hot Wire My Heart (Johnny Strike) – 3:21
9. Kotton Krown – 5:05
10. White Kross – 2:48
11. Master-Dik – 5:08

- Le tracce Kotton Krown e White Kross furono rinominate in Cotton Crown e White Cross nella ristampa della Geffen.

## Formazione
- Thurston Moore – voce, chitarra
- Lee Ranaldo – chitarra, voce
- Kim Gordon – basso, chitarra, voce
- Steve Shelley – batteria